# Line feed
De line feed (regelopschuiving) is het elfde teken (teken nummer 10, 0x0A) in de ASCII-tekenset en alle uitbreidingen hiervan (ISO-8859-*). Een line feed plaatst de cursor op de volgende regel.

## Gebruik van de line feed
De eerste 32 tekens, genummerd 0 t/m 31, van de tekensets die gebaseerd zijn op de ASCII-tekenset zijn opdrachten die elk hun betekenis hebben. De line feed (LF) is teken nummer 10.
Klassiek wordt een regelovergang gevormd door een carriage return en line feed, die in de volgorde CR-LF voorkomen. Deze combinatie is noodzakelijk bij het gebruik van een schrijfmachine of een teleprinter. De carriage return (CR) zet de cursor terug naar het begin van de regel, de line feed (LF) zorgt ervoor dat er naar de volgende regel wordt gegaan. Deze beide tekens na elkaar zorgen er dus voor dat je op de volgende regel weer vooraan begint.

## Nieuweregelteken
Windows-besturingssystemen volgen het klassieke schema en gebruikt als nieuweregelteken de combinatie CR-LF. Unix-besturingssystemen gebruiken alleen LF. Het LF-commando wordt onder Unix dan ook newline genoemd. Mac OS gebruikte tot en met versie 9 alleen CR. Mac OS X, dat een Unix-variant is, gebruikt in principe LF, maar kan ook overweg met alleen CR.
Er is ook een aparte stuurcode NEL (next line, 0x85 in ISO-8859-1, U+0085 in Unicode, niet beschikbaar in ANSI).